# جولي بيرمان
جولي بيرمان (بالإنجليزية: Julie Marie Berman)‏ هي ممثلة أمريكية، ولدت في 3 نوفمبر 1983 في لوس أنجلوس في الولايات المتحدة. من الجوائز التي نالتها جائزة إيمي داي تايم ‏.

## أعمال

### مسلسلات
- المستشفى العام

## جوائز
- جائزة إيمي داي تايم [الإنجليزية]‏

## وصلات خارجية
- جولي بيرمان على موقع IMDb (الإنجليزية)
- جولي بيرمان على موقع ألو سيني (الفرنسية)
- جولي بيرمان على موقع أول موفي (الإنجليزية)
- جولي بيرمان على موقع قاعدة بيانات الأفلام السويدية (السويدية)
- جولي بيرمان على موقع قاعدة بيانات الفيلم (الإنجليزية)
- جولي بيرمان على موقع كينوبويسك (الروسية)